# Związek Zawodowy Inżynierów i Techników
Związek Zawodowy Inżynierów i Techników (ZZIT) – ogólnokrajowa organizacja związkowa zrzeszająca inżynierów i techników wszystkich specjalności. Powstał z inicjatywy Stowarzyszenia Inżynierów i Techników Mechaników Polskich (SIMP) oraz Federacji Stowarzyszeń Naukowo-Technicznych (NOT).
W latach 2001–2018 ZZIT należał do ogólnopolskiej centrali związkowej FZZ, następnie zrzeszył się w OPZZ, kolejno biorących udział w pracach Trójstronnej Komisji ds. Społeczno-Gospodarczych.

## Przewodniczący
- 1989-1993 – Lech Bednarski
- 1993-2012 – Zygmunt Mierzejewski
- 2012-2013 – Grzegorz Szade
- 2013- 2017 – Zygmunt Mierzejewski
- od 2017 – Piotr Sadowski